# Peugeot Onyx
Peugeot Onyx je koncepční sportovní vůz francouzské automobilky Peugeot představený na pařížském autosalonu v roce 2012.   

## Design a výkon

### Design

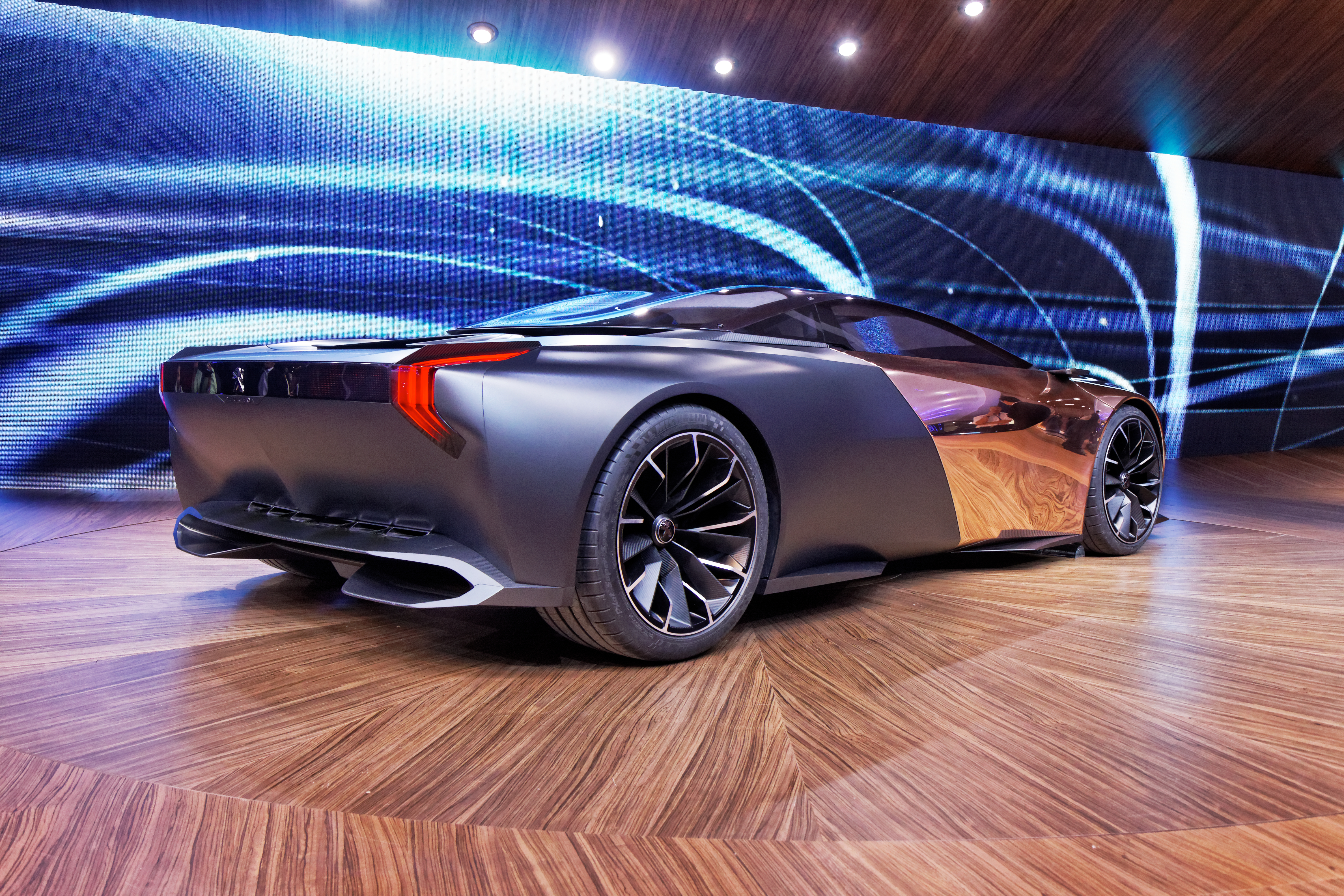
zadní pohled

Karoserii navrhlo designové centrum Peugeot pod vedením hlavního designéra Gillese Vidala. Je ručně vyrobená  z uhlíkových vláken a pokrytá měděnou fólií. Inspirací jim byl vzhled minerálu onyxu. Zadní světla mají styling tří lvích drápů charakteristický pro značku Peugeot. Linie vozu se snaží o sportovní napjatost a dynamičnost. Jsou inspirované jiné předchozími koncepty Proxima, Oxia, RCZ, SR1 a HX1. Design vozu Onyx předurčil styl budoucích modelů Peugeot.

### Motor
Peugeot Onyx je poháněn motorem z dílny Peugeot Sport. Jedná se o vidlicový hybridní osmiválec (V8 PSA HYbrid4 HDi FAP) s objemem 3,7 l původem ze závodního prototypu Peugeot 908 pro závod 24 hodin Le Mans z roku 2011. Spalovací motor doplňuje synchronní elektromotor s permanentními magnety o výkonu 80 koní. Kombinovaný výkon agregátu je 680 k (600 k spalovací + 80 k elektrický).
Vůz váží 1 100 kg, udávané zrychlení 0-100 km/h je za 2,9 s a maximální rychlost 370 km/h.

## Galerie

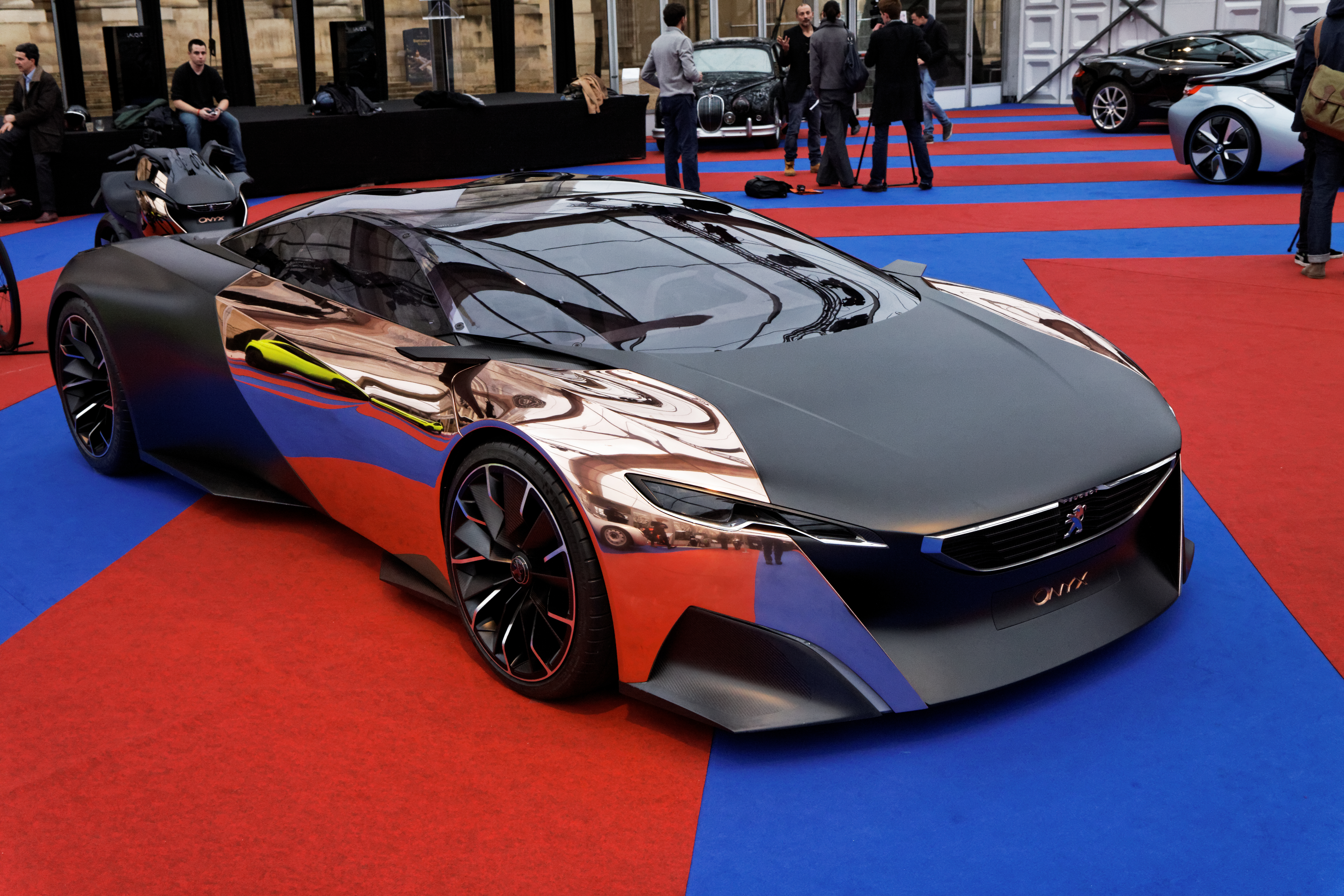
Peugeot Onyx na Mezinárodním automobilovém festivalu 2013
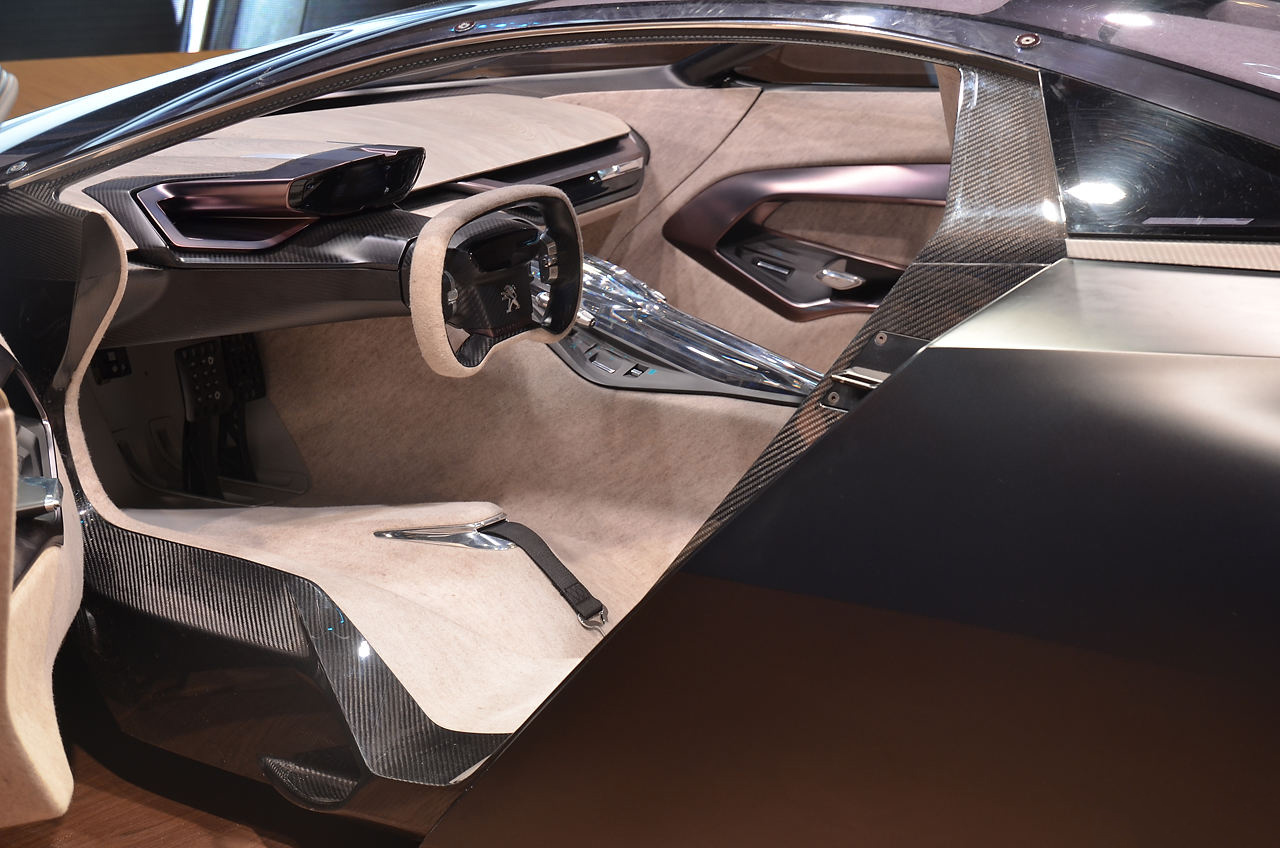
Interiér
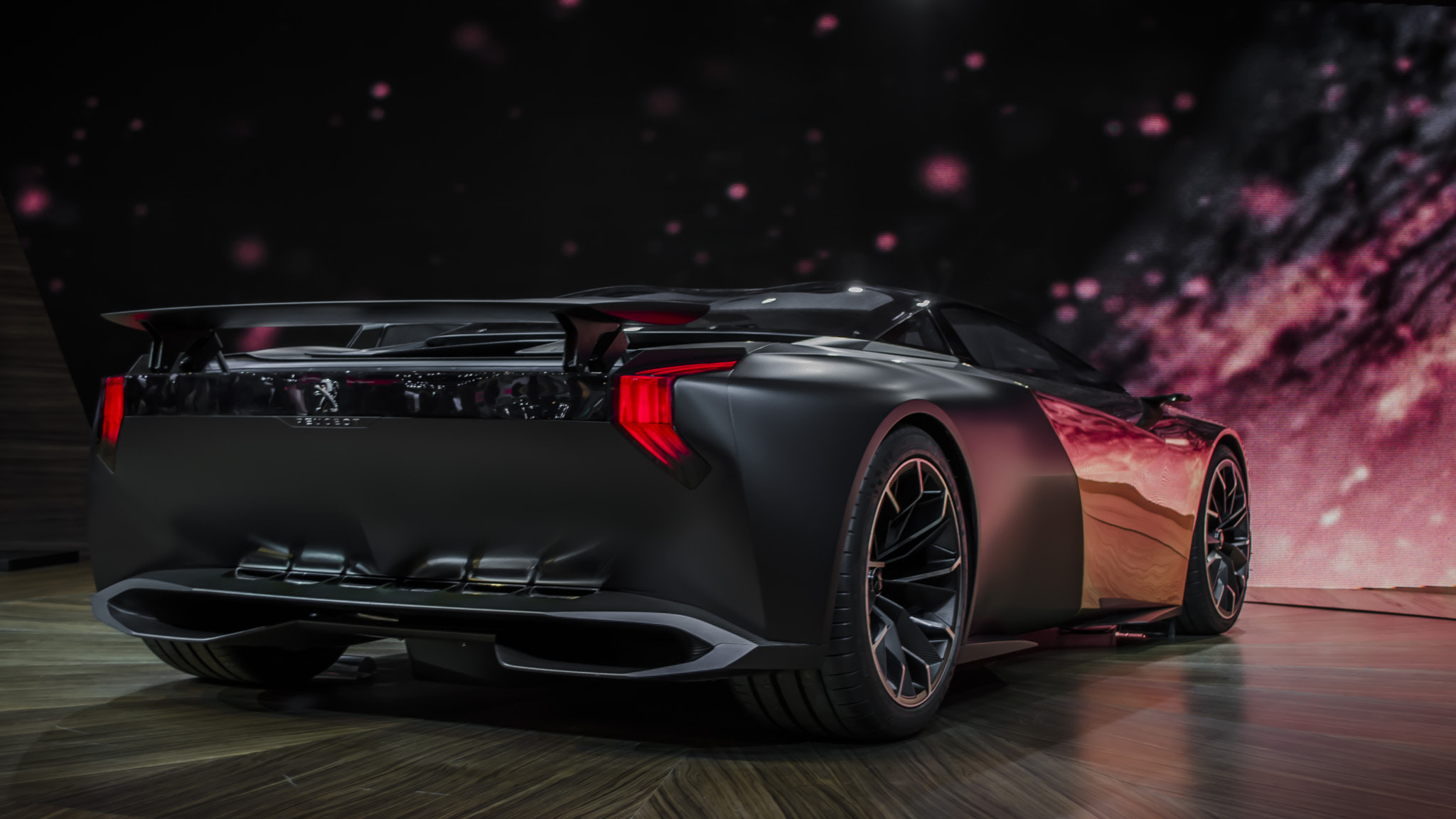
Zadní po hled se zvednutým křídlem
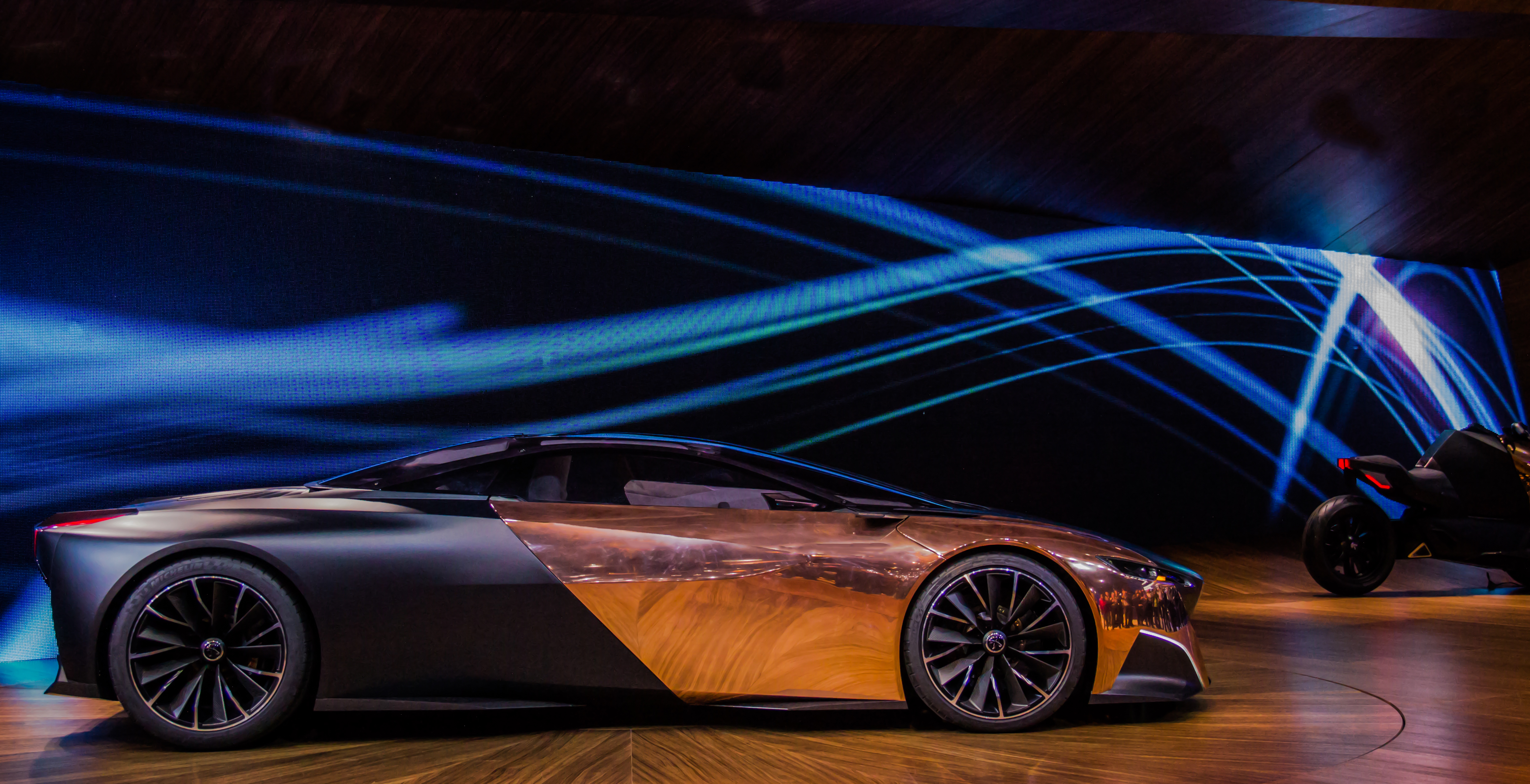
Boční pohled